# Correspondance des toponymies lorraines en français et en luxembourgeois

## Meurthe-et-Moselle
| Localité            | Nom(s) luxembourgeois,                |
| ------------------- | ------------------------------------- |
| Audun-le-Roman      | Welsch-Oth                            |
| Bourène             | Buren                                 |
| Bréhain-la-Cour     | Haff-Bierchem                         |
| Bréhain-la-Ville    | Leit-Bierchem                         |
| Cantebonne          | Kantelbronn                           |
| Crusnes             | Krongen                               |
| Errouville          | Arweller                              |
| Godbrange           | Gueberéng                             |
| Herserange          | Hiirkeréng, Hierkeréng                |
| Hussigny            | Héiséng                               |
| Longlaville         | Longsduerf                            |
| Longuyon            | Longjon                               |
| Longwy              | Longkech, Lonkech                     |
| Mont-Saint-Martin   | Mäertesbierg                          |
| Nancy               | Nanzeg                                |
| Piedmont            | Pimong                                |
| Sancy               | Welsch-Senzech                        |
| Saulnes             | Zounen                                |
| Serrouville         | Sorsweller                            |
| Thil                | Till                                  |
| Tiercelet           | Däitsch-Lahr, Lahr, Loër              |
| Villers-la-Chèvre   | Gäässweller, Gäässwäller, Gäässwëller |
| Villers-la-Montagne | Biergweller                           |
| Villerupt           | Weller                                |

## Moselle
| Localité                  | Nom(s) luxembourgeois,                                      |
| ------------------------- | ----------------------------------------------------------- |
| Aboncourt                 | Ewendoorf                                                   |
| Algrange                  | Oolgrengen                                                  |
| Altroff                   | Aaldrëf, Aaltrëf                                            |
| Amnéville                 | Stolem, Stoolheem                                           |
| Angevillers               | Aasler, Uerswëller                                          |
| Apach                     | Opéch, Opich                                                |
| Audun-le-Tiche            | Däitsch-Oth, Adicht, Edicht                                 |
| Aumetz                    | Armet, Aalmet                                               |
| Basse-Ham                 | Nidder-Ham                                                  |
| Basse-Rentgen             | Nidder-Rentgen                                              |
| Boler                     | Bouler                                                      |
| Basse-Parthe              | Nidder-Part                                                 |
| Bassompierre              | Betsteen, Bettsteen                                         |
| Bettelainville            | Betschdrëf, Betschtrëf                                      |
| Bizing                    | Béiséngen                                                   |
| Belmach                   | Belméch                                                     |
| Basse-Yutz                | Nidderjäiz, Nidderjëses, Nidderjëss                         |
| Blettange                 | Bletténg                                                    |
| Bourg-Esch                | Burg-Esch                                                   |
| Bertrange                 | Bertréng, Bertréngen                                        |
| Berg-sur-Moselle          | Bierg                                                       |
| Betting                   | Betténg, Betténgen                                          |
| Beyren-lès-Sierck         | Beyren                                                      |
| Boussange                 | Bolséng, Bolséngen                                          |
| Bousse                    | Buuss                                                       |
| Boust                     | Buuscht, Bouscht                                            |
| Breistroff-la-Grande      | Grouss-Breeschtrëf, Grouss-Breeschdrëf                      |
| Breistroff-la-Petite      | Kleng-Breischtrëf, Kleng-Breeschtrëf                        |
| La Briquerie              | d'Brickréi                                                  |
| Budange-sous-Justemont    | Biddéngen                                                   |
| Buding                    | Bëddéngen                                                   |
| Budling                   | Bidléngen                                                   |
| Bure                      | Blobeiren, Blobeieren, Beyeren                              |
| Calembourg                | Kalebuerg, Buersch                                          |
| Cattenom                  | Kettenuewen, Kattenuewen, Kättenuewen                       |
| Chailly                   | Kettchen                                                    |
| Chelaincourt              | Otlendrëf                                                   |
| Clouange                  | Kluéngen                                                    |
| Contz-les-Bains           | Nidder-Kontz, Nidderkonz                                    |
| Distroff                  | Dischdrëf, Dischtrof                                        |
| Dodenom                   | Duedenuewen                                                 |
| Edange                    | Edéngen                                                     |
| Elange                    | Eeléngen, Ielénge                                           |
| Elzange                   | Eelséngen                                                   |
| Elzing                    | Elséngen                                                    |
| Ennery                    | Ennerschen                                                  |
| Entrange                  | Entréng, Entréngen                                          |
| Erzange                   | Ierséngen                                                   |
| Escherange                | Escheréng, Eescheréng, Eescheréngen                         |
| Esing                     | Ieséngen                                                    |
| Evange                    | Iewéng, Iewéngen                                            |
| Evendorff                 | Iendroff, Iewendrëf                                         |
| Évrange                   | Iewréng, Ieweréng, Iewréngen, Ieweréngen                    |
| Fameck                    | Felmer                                                      |
| Faulbach                  | Foulbech, Faulbéch                                          |
| Fixem                     | Fecksem                                                     |
| Flastroff                 | Flooschtroff, Flueschdrëf                                   |
| Flévy                     | Flaiweg                                                     |
| Flatten                   | Flaten                                                      |
| Florange                  | Fléischéng, Fléischéngen, Flörschéngen                      |
| Fontoy                    | Fensch                                                      |
| Freching                  | Frechéngen, Freschéngen, Frechéng                           |
| Gandrange                 | Guedléng, Goodléngen                                        |
| Gandren                   | Ganer                                                       |
| Garche                    | Gaascht, Garsch, Gaasch                                     |
| Gavisse                   | Gawiss, Gawis                                               |
| Gongelfang                | Gongelfangen                                                |
| Grindorff                 | Gréinsdroff, Gréindrëf, Gréindrof                           |
| Guénange                  | Genéngen, Ginnéngen                                         |
| Guentrange                | Gentréngen, Gëntréngen                                      |
| Hagen                     | Hoën                                                        |
| Hagondange                | Hoendéng, Hoendéngen                                        |
| Halstroff                 | Hoolschtroff, Huelschdrëf                                   |
| Halling                   | Haléng, Haléngen                                            |
| Hargarten                 | Herrgotten                                                  |
| Hastroff                  | Haschdrëf                                                   |
| Hessange                  | Hesséngen                                                   |
| Haute-Ham                 | Uewer-Ham, Ower-Ham                                         |
| Haute-Kontz               | Uewer-Konz, Uewer-Kontz, Uewerkonz                          |
| Haute-Rentgen             | Uewer-Rentgen                                               |
| Haute-Sierck              | Audersëréck, Audesirk                                       |
| Helling                   | Helléngen                                                   |
| Hettange-Grande           | Grouss-Hetténgen, Hetténg                                   |
| Hettange-Petite           | Kleng-Hetténg, Kléng-Hetténgen                              |
| Haute-Parthe              | Uewer-Parth                                                 |
| Havange                   | Hiewéng                                                     |
| Hayange                   | Héngen, Heengen, Haiéngen                                   |
| Himeling                  | Himeléng, Himléng, Himléngen                                |
| Hirps                     | Hiirpes, Hirpes                                             |
| Hombourg-Budange          | Homréch-Biddéngen                                           |
| Homeldange                | Hommeldéng                                                  |
| Hunting                   | Hënténg, Hënténgen                                          |
| Husange                   | Hiséng                                                      |
| Illange                   | Illéng, Illéngen                                            |
| Imeldange                 | Immeldéngen                                                 |
| Inglange                  | Engléng, Engléngen                                          |
| Kaltweiler                | Kaaltweiler, Kaltweiller                                    |
| Kanfen                    | Kanfen, Kaunfen                                             |
| Kédange-sur-Canner        | Kedéngen, Kiedéng                                           |
| Kemplich                  | Kempléch, Kemplesch                                         |
| Kerling-lès-Sierck        | Kierléng, Kiirléngen, Kërlëngen                             |
| Kirsch-lès-Luttange       | Kiisch                                                      |
| Kirsch-les-Sierck         | Kiisch                                                      |
| Kirschnaumen              | Naumen, Kiirchnaumen                                        |
| Kuntzig                   | Kënzech, Kënzég, Kënzeg                                     |
| Kitzing                   | Këtzéng, Këtzéngen                                          |
| Knutange                  | Knéiténg, Knéiténgen                                        |
| Kœking                    | Kéngen, Kechengen, Kéichéngen                               |
| Kœnigsmacker              | Kinneksmaacher, Maacher                                     |
| Laumesfeld                | Laumëschfeld                                                |
| Launstroff                | Launschtroff, Launschdrëf, Launschtrëf                      |
| Lemestroff                | Lemeschdrëf, Lemmeschtrëf, Lemeschtroff                     |
| Lommerange                | Lomréng, Lomréngen, Lumréngen                               |
| Ludelange                 | Lidléng                                                     |
| Luttange                  | Liténgen, Léiténg                                           |
| Maizières-lès-Metz        | Welschmaacher, Maacher                                      |
| Malling                   | Malléngen, Malléng                                          |
| Mancy                     | Menchen                                                     |
| Manderen                  | Maner, Manneren                                             |
| Manom                     | Munnuewen, Munnhuewen, Munnowen                             |
| Marange-Silvange          | Märéngen-Silwéngen                                          |
| Marspich                  | Maaschpéch                                                  |
| Merschweiller             | Meeschweller, Meeschweiler                                  |
| Metrich                   | Meetréch                                                    |
| Metzange                  | Metzénge                                                    |
| Metzeresche               | Metzeresch                                                  |
| Metzervisse               | Metzerwiss, Metzerwis                                       |
| Molvange                  | Muelwéng, Muelwéngen                                        |
| Mondelange                | Mondléng, Mondléngen                                        |
| Mondorff                  | Munnerëf                                                    |
| Monneren                  | Monner                                                      |
| Montenach                 | Montléng, Montléch                                          |
| Morlange                  | Murléngen                                                   |
| Moyeuvre-Grande           | Grouss-Moderen, Grous-Moder                                 |
| Moyeuvre-Petite           | Kleng-Moder                                                 |
| Neudelange                | Nodléng, Nodléngen                                          |
| Neufchef                  | Néngsen                                                     |
| Nilvange                  | Nilwéng, Nilwéngen                                          |
| Nondkeil                  | Nonchel, Nongkäl, Nonkäl Nongkeil, Nonkeil                  |
| Obernaumen                | Uewernaumen                                                 |
| Œutrange                  | Éitréng, Éitréngen, Etrengen                                |
| Ottange                   | Ëtténg                                                      |
| Oudrenne                  | Udern, Uderen                                               |
| Pierrevillers             | Stenweller                                                  |
| Preisch                   | Preesch                                                     |
| Puttelange-lès-Thionville | Pëttléng, Pëttléngen                                        |
| Ranguevaux                | Rankler, Rankel                                             |
| Rédange                   | Däitsch-Réiden, Réidéng                                     |
| Reinange                  | Rënnéngen                                                   |
| Rémelange                 | Remléngen                                                   |
| Rémeling                  | Reimléngen, Reimléng                                        |
| Rettel                    | Rettel                                                      |
| Richemont                 | Räichper, Räichersbierg                                     |
| Ritzing                   | Réizéng, Réizéngen, Rétzengen                               |
| Rochonvillers             | Rucksler, Rucksweller                                       |
| Rodemack                  | Roudemaacher, Ruedemaacher                                  |
| Rombas                    | Rombéch                                                     |
| Rosselange                | Rossléngen                                                  |
| Roussy-le-Bourg           | Buerg-Rëtgen                                                |
| Roussy-le-Village         | Rëtgen, Rëttgen                                             |
| Rurange-lès-Thionville    | Rurchéng, Rurchéngen                                        |
| Russange                  | Réisséng                                                    |
| Rustroff                  | Réischdrëf, Réischtroff, Réischtrëff                        |
| Sainte-Marguerite         | Magréit                                                     |
| Scheuerwald               | Scheierwald                                                 |
| Semming                   | Semméngen, Zemminge                                         |
| Sentzich                  | Senzech, Senzich                                            |
| Serémange                 | Schremeng, Schreméngen                                      |
| Sierck-les-Bains          | Siirk, Sëréck                                               |
| Soetrich                  | Séitrech, Séidréch                                          |
| Stiesling                 | Stiisléngen                                                 |
| Stuckange                 | Stickéng, Stëckéng, Stëckéngen                              |
| Talange                   | Taléng, Taléngen                                            |
| Terville                  | Tierwen                                                     |
| Thionville                | Diddenuewen, Déidenuewen Diddenhuewen, Déidenhuewen         |
| Trémery                   | Tremmerchen                                                 |
| Tressange                 | Dreschéng, Träisséng                                        |
| Tunting                   | Tënténg, Tënténgen                                          |
| Uckange                   | Ickéng, Ickéngen                                            |
| Valmestroff               | Waalmeschdrëf, Waalmeschtrëf                                |
| Veckring                  | Weckréngen, Weckréng, Veckréngen                            |
| Veymerange                | Weimeréngen, Wëmrénge                                       |
| Vinsberg                  | Wäinsberg, Wäinsbierg                                       |
| Vitry-sur-Orne            | Walléngen                                                   |
| Volkrange                 | Woolkréng, Wolkrénge                                        |
| Volmerange-les-Mines      | Wuelmeréng, Wuelmeréngen, Wolmeréng, Wöölmeréng, Wuermeréng |
| Volstroff                 | Wolschdrëf, Wolschtrof                                      |
| Waldwisse                 | Waldwiss, Wiiss                                             |
| Waldweistroff             | Waldweischtroff, Weischtroff, Waldweischdrëf                |
| Yutz                      | Jäiz, Jäitz                                                 |
| Zeurange                  | Seiréngen, Seiréng, Zeiréngen, Zairengen                    |
| Zoufftgen                 | Suuftgen, Suftge                                            |